# 萨穆埃尔·巴拉日
萨穆埃尔·巴拉日（1998年8月25日—），斯洛伐克男子皮划艇运动员。他曾代表斯洛伐克参加2020年夏季奥林匹克运动会皮划艇比赛，获得男子四人皮艇500米铜牌。